# Gmina Okoboji

Położenie Gminy Okoboji w hrabstwie Dickinson

Gmina Okoboji (ang. Okoboji Township) – gmina w USA, w stanie Iowa, w hrabstwie Dickinson. Według danych z 2000 roku gmina miała 2087 mieszkańców, a jej powierzchnia wynosi 93,54 km².